# Chiesa di San Rocco (Caldes)
La chiesa di San Rocco è una chiesa cattolica situata a Caldes, in provincia di Trento; è sussidiaria della parrocchiale di San Bartolomeo di Caldes e fa parte dell'arcidiocesi di Trento.

## Storia

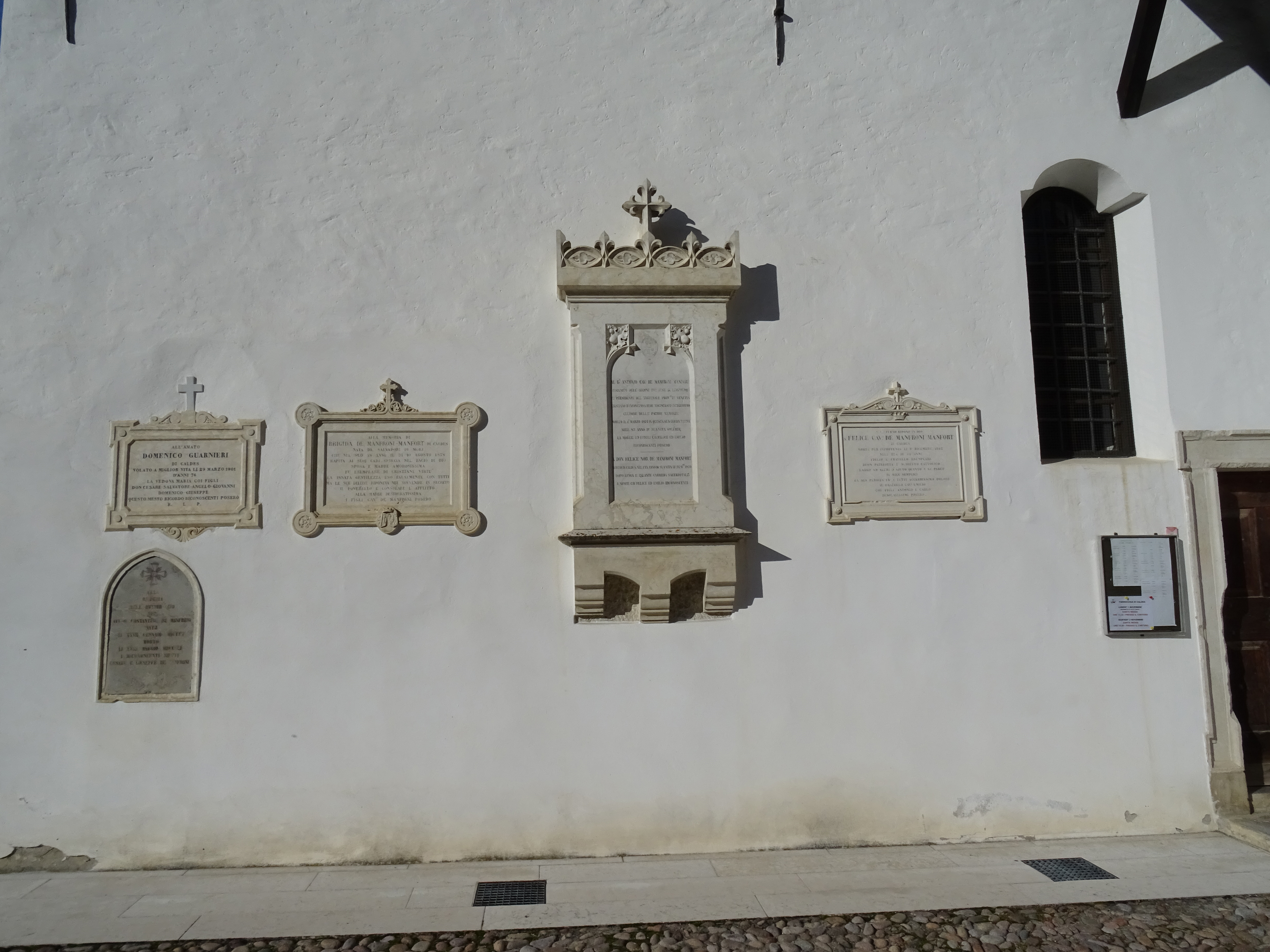
Lapidi incassate nella parete destra

La prima citazione di una chiesa sul posto, intitolata però a san Lorenzo, è del 1497. Dopo il 1510 l'edificio venne ricostruito per volontà del nobile Bernardino Malanotti, sopravvissuto alla peste di quell'anno; il nuovo tempio venne dedicato ai santi Fabiano, Sebastiano e Rocco, invocati appunto contro la peste, e venne consacrato nel 1512 dal vescovo suffraganeo Michele Iorba.
Nel 1534 l'interno della chiesa venne affrescato (di questa decorazione sopravvive un unico riquadro sulla parete destra della navata) e poi, nel corso del Seicento, l'edificio venne ingrandito aggiungendo le cappelle laterali e la sagrestia. Nel 1838 venne dato ordine di allestire nella chiesa la via Crucis (dismettendo al contempo quella che era presente all'esterno, che si snodava lungo la strada che dalla chiesa va verso Terzolas, e di cui faceva parte la cappella di Sant'Apollonia); intorno al 1848 venne probabilmente sostituito il portale d'ingresso, riciclando quello cinquecentesco della vecchia parrocchiale che era stata demolita.
Lavori di restauro dell'edificio sono avvenuti nel 1955 e nel 1995.

## Descrizione
Si tratta di una chiesa cimiteriale, regolarmente orientata a est, che sorge, assieme al camposanto, all'estremità occidentale del centro storico di Caldes.

### Esterno
La chiesa si presenta con facciata a capanna, aperta al centro dal portale architravato stretto tra due finestrelle quadrate, e sovrastato da una terza finestra a profilo mistilineo. Altre finestre sono presenti lungo il perimetro dell'edificio, tutte a profilo mistilineo: due nella navata, due per ogni cappella laterale, una sul fianco destro del presbiterio e una su quello destro dell'abside.
Le fiancate sono semplici, caratterizzate dall'emergere dei corpi delle cappelle laterali, nonché da un ingresso secondario su quella meridionale; nelle pareti inoltre sono incassate diverse lapidi, tra cui una posta dal cardinal Ernesto Ruffini in memoria della nonna Elisabetta Malanotti.
Il campanile, romanico, è addossato contro il fianco sinistro, assieme alla sagrestia; è dotato di doppia cella campanaria (quella inferiore aperta a monofore, quella superiore a bifore) e cuspide piramidale; esso conteneva in origine una campana che si diceva provenisse dalla cappella della rocca di Samoclevo, ora conservata al museo diocesano tridentino e cambiata con un'altra.

### Interno

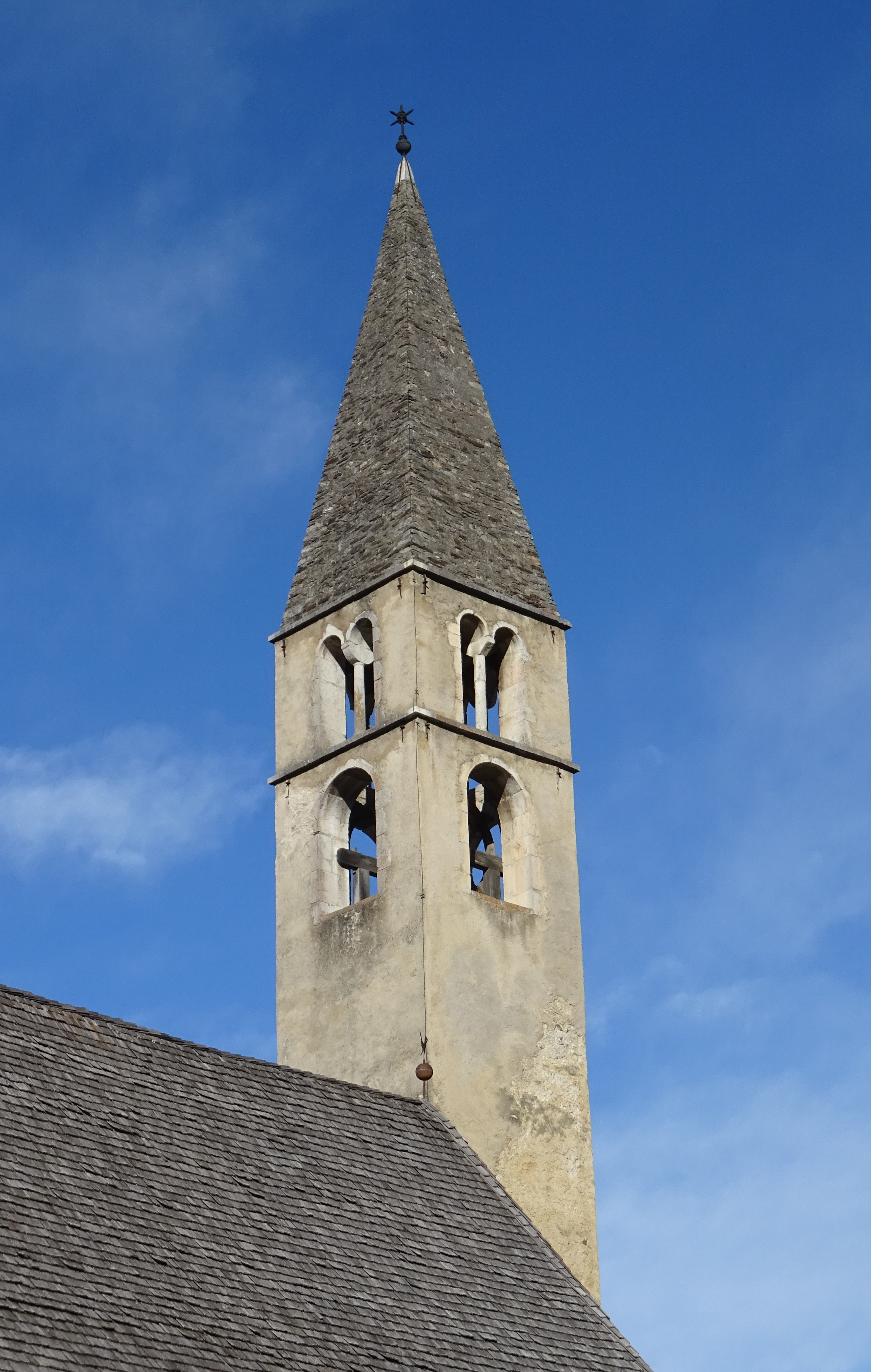
Campanile

L'interno ha un'unica navata, ripartita da semicolonne in tre campate, con cappelle laterali ai fianchi della terza; l'arco santo ogivale introduce al presbiterio, rialzato di un gradino e concluso dall'abside poligonale; tutti gli ambienti sono coperti da volte reticolate. Vi sono decorazioni a fresco sull'arco santo, e in un riquadro sulla parete destra della navata.
Sin dal 1579, la chiesa dispone di tre altari, tutti intagliati in legno; il maggiore, ricco di nicchie con statue, conserva una pala raffigurante la Madonna con angeli e i santi Rocco, Lorenzo, Vigilio e Sebastiano; l'altare sinistro è parimenti adorno di statue, con pala di scuola veneta rappresentante la Madonna del Rosario con i santi Domenico e Teresa. L'altare destro, dedicato ai santi Valentino e Giuseppe, ha una pala con la Madonna con angeli, i santi Cristoforo, Giuseppe e Giovanni Battista e lo stemma della famiglia Malanotti; davanti a questo altare si trovava la tomba di Bernardino Malanotti, che venne ridotta a livello del pavimento nel 1579 e riportata alla luce nel 1995.